# Curaco Airport
Curaco Airport är en flygplats i Chile.   Den ligger i provinsen Provincia de Valdivia och regionen Región de Los Ríos, i den södra delen av landet, 700 km söder om huvudstaden Santiago de Chile. Curaco Airport ligger 261 meter över havet.
Terrängen runt Curaco Airport är kuperad åt nordväst, men åt sydost är den platt. Terrängen runt Curaco Airport sluttar söderut. Närmaste större samhälle är Panguipulli, 12,0 km söder om Curaco Airport.
I omgivningarna runt Curaco Airport växer huvudsakligen savannskog. Runt Curaco Airport är det glesbefolkat, med 17 invånare per kvadratkilometer.